# Еллиджеада
Еллиджеада (тур. Yellice Adası, Пойраз, Poyraz Ada, Инджирли — «инжирный», İncirli) — остров, принадлежащий Турции, в юго-западной части залива Эдремит Эгейского моря к западу от более крупного острова Алибей, лежащего напротив порта Айвалык (Кидоние или Кидония). Один из островов Моско (Алибей). Высочайшая точка — 56 м над уровнем моря. Севернее расположен более крупный остров Маден. Проливы между островами Моско узкие, что делает проход судов затруднительным и опасным. Административно относится к району Айвалык в иле Балыкесир.
Греческое название острова — Лиха (греч. Λίχα).